# 籠原駅

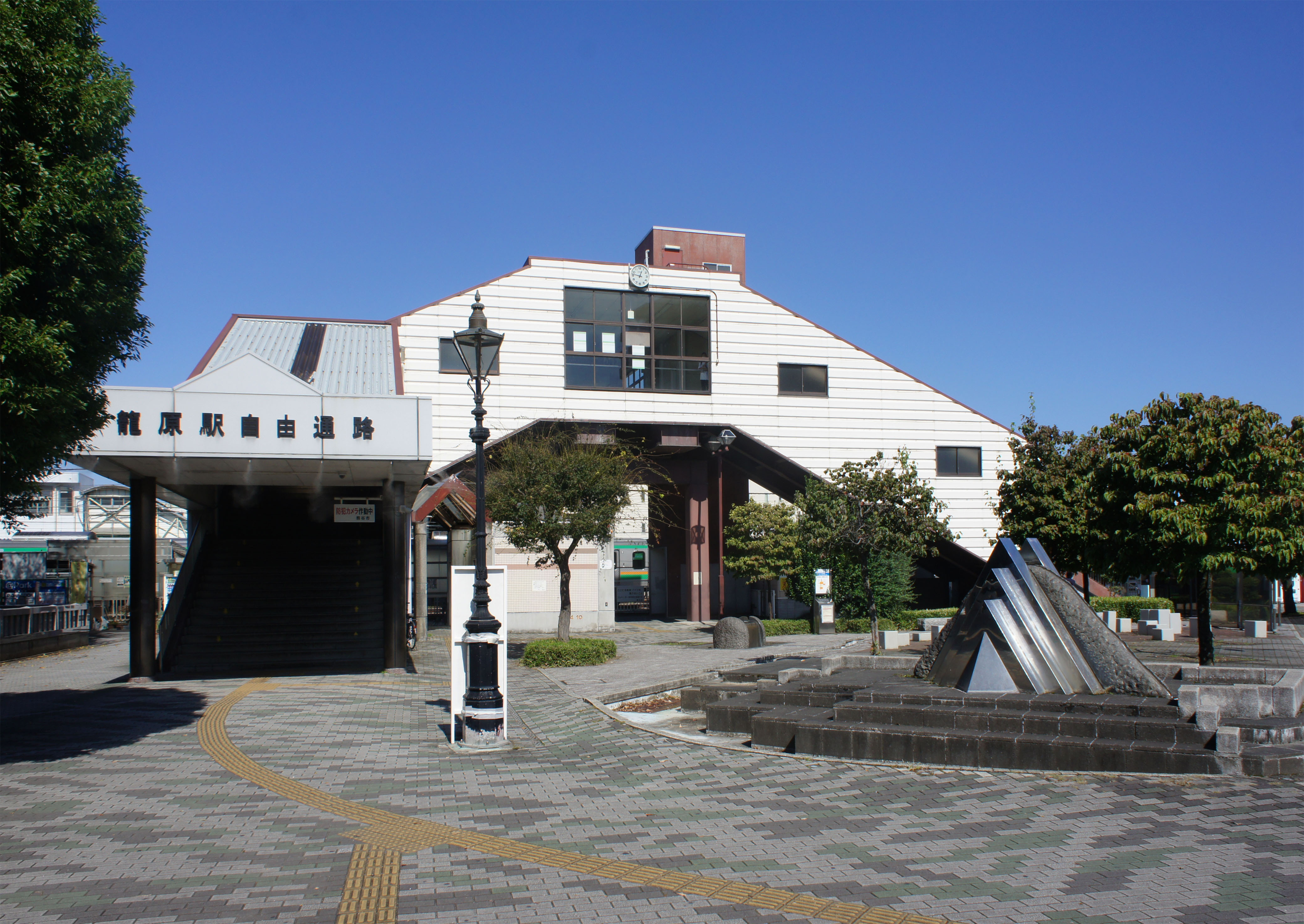
南口（2021年10月）

籠原駅（かごはらえき）は、埼玉県熊谷市新堀（にいぼり）にある、東日本旅客鉄道（JR東日本）高崎線の駅である。

## 概要
当駅の高崎寄りに車両基地（旧籠原運輸区および高崎車両センター籠原派出所）がある。また、当駅より北の高崎線の一部駅は15両編成に対応していないため、当駅を跨いで運行される15両編成の列車は、一部を除き当駅で高崎寄り5両の増結・切り離しを行う（後述）。2004年3月13日から2012年3月16日までは車両の連結を兼ねて上り1本のみ特急列車が停車していた。
当駅を起終点とする湘南新宿ライン・上野東京ライン（高崎線 - 東海道線直通）の列車も多く設定されており、熱海・小田原・大船・横浜方面でも「籠原」行きの列車が見られる。また、首都圏で行われる年末年始の終夜運転も当駅までの運転となる。高崎線における定期ダイヤの最終列車も上下ともに当駅までとなっている。
当駅 - 熊谷駅の駅間距離は6.6 kmで、高崎線では最も長い（ただし、当駅より1.7 km先に貨物駅の熊谷貨物ターミナル駅がある）。

## 歴史
- 1909年（明治42年）12月16日：開業[2][3]。
- 1968年（昭和43年）9月16日：ホームを1面増設し、上下副本線を設置[6]。
- 1969年（昭和44年）12月15日：籠原電車区が設置される。
- 1979年（昭和54年）10月1日：貨物の取り扱いを廃止[3]。
- 1983年（昭和58年）7月1日：貨物列車が運行休止。
- 1985年（昭和60年）3月14日：荷物扱い廃止[3]。
- 1986年（昭和61年）12月24日：みどりの窓口開設[7]。
- 1987年（昭和62年）
  - 3月1日：橋上駅化[1]。
  - 4月1日：国鉄分割民営化に伴い、東日本旅客鉄道（JR東日本）の駅となる[3]。
- 1988年（昭和63年）12月1日：籠原電車区を籠原運輸区へ改称。
- 1995年（平成7年）11月28日：自動改札機を設置し、供用開始[8]。
- 2001年（平成13年）11月18日：ICカード「Suica」の利用が可能となる[広報 1]。
- 2004年（平成16年）3月13日：ダイヤ改正により特急停車駅（「あかぎ」上り1本）に昇格。
- 2005年（平成17年）12月10日：組織変更に伴い、籠原運輸区の検修部門が高崎車両センター籠原派出となる。
- 2008年（平成20年）3月7日：1・2番線高崎側の階段完成に伴い、使用を開始。
- 2009年（平成21年）12月：籠原駅開業100周年を迎える。
- 2011年（平成23年）3月20日：北口駅ビル「E'site籠原」開業。
- 2016年（平成28年）
  - 3月10日：早朝無人化[9]。
  - 3月15日：当駅構内で漏電による火災が発生。信号装置等の焼損により高崎線は当駅を含む熊谷駅 - 岡部駅間で17日まで運転を見合わせた[10]。
- 2019年（平成31年）3月18日：北口駅前広場が完成[11]。
- 2023年（令和5年）
  - 2月15日：みどりの窓口の営業を終了[12]。
  - 2月16日：話せる指定席券売機を導入[5]。

### 駅名の由来

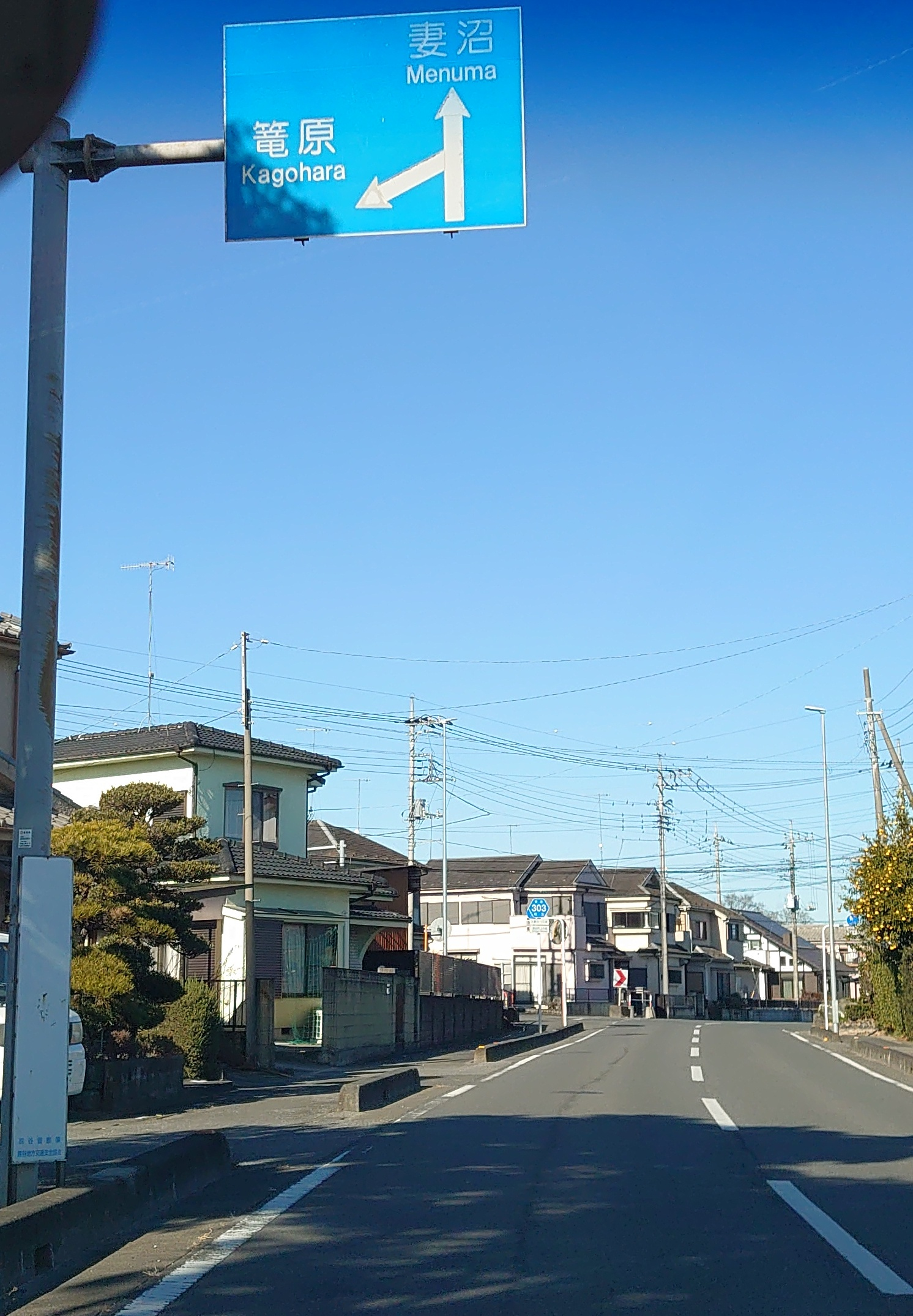
「篭原」表記が残る案内標識（埼玉県道303号弥藤吾行田線 熊谷市上中条字荒宿地内）2022年1月3日撮影

開業当初の所在地名（大里郡玉井村大字新堀）から「新堀駅」と名づけられる予定であったが、同じく貨物駅を兼ねてあった東京都の日暮里駅と混同される恐れが出てきたため、付近の小字名（旧中山道の立場であった）を取って籠原駅と名づけられた。ただし、小字名は「こもりはら」であったという。
開業以来長らく（表に出る）地名と駅名が合致しない状態であったが、熊谷市民や近隣住民は駅一帯を指して「籠原」と意識してきた。2007年（平成19年）10月、籠原中央第二土地区画整理事業により当駅南口ロータリー以南の一定区域の地名が「籠原南」（1 - 3丁目）に変更され、初めて「籠原」が市名の直後に来る表の地名となった。当駅以北も籠原中央第一土地区画整理事業により「籠原」が付く地名に変更される見通しである（詳細未定）。
かつては、籠を略字に置き換えた「篭原」という表記も多用されていた。現在では、駅構内・列車内での旅客向け案内では完全に見られなくなっている。近隣にある案内板のごく一部の作り変えられずに古くから残されているものに「篭原駅」の表記が残されているほか、古くからある店舗名に一部残されている（例:東和銀行篭原支店）。

## 駅構造
島式ホーム2面4線の地上駅で、橋上駅舎を有している。
当駅は高崎支社所属熊谷統括センター管轄の直営駅（駅長・副長配置）であり管理駅でもあるが、当駅は自駅のみの単駅管理となっている。話せる指定席券売機、自動券売機、自動改札機が設置されている。バリアフリー化済みである。
2016年3月10日より、始発から午前6時30分までの間は遠隔対応のため改札係員は不在となり、一部の自動券売機のみ稼働する。
また、隣に熊谷貨物ターミナル駅ができる前は、秩父鉄道三ヶ尻線が接続していた。

### のりば
| 番線 | 路線             | 方向 | 行先                       |
| ---- | ---------------- | ---- | -------------------------- |
| 1・2 | ■ 高崎線         | 上り | 大宮・東京・新宿・横浜方面 |
| 1・2 | ■ 湘南新宿ライン | 上り | 大宮・東京・新宿・横浜方面 |
| 1・2 | ■ 上野東京ライン | 上り | 大宮・東京・新宿・横浜方面 |
| 3・4 | ■ 高崎線         | 下り | 本庄・高崎・渋川・前橋方面 |

（出典：JR東日本:駅構内図）
- 湘南新宿ラインの列車は新宿駅を経由して大船駅から、上野東京ラインの列車は上野駅を経由して東京駅から東海道線へ直通する。
- 奇数番線（1・3番線）が本線、偶数番線（2・4番線）が待避線である。ホームには立ち番が切り離す車両、当駅止まり、及び折り返し列車の点検の際に出る。
  - 上り線について、2番線は上りの当駅始発（車両基地出庫・折返し始発）や車両連結に入線することが多く、特急の通過待ちも行われることもある。なお、平日朝ラッシュ時は1・2番線は相互発着となる。また、2番線は上り方面への折り返し列車が10両の場合、10両分の乗車位置ではなく、15両分の1号車から10号車の位置となる。
  - 下り線について、4番線は下りの当駅止まり（車両基地入庫）や後続列車の通過・接続待ちを兼ねた車両の切り離しのために入線することが多い。4番線は、直接車両基地への引き上げ線と接続しており、下り本線と支障しない。なお、ホームの番線表示には「渋川」との表記があるが、2020年現在、当駅には特急が停車しないため、普通列車に乗り高崎駅などで上越線への乗り換えが必要である。
  - 2番線は配線上、下り方面へも出発することが可能であり、一部の回送列車やダイヤ乱れ時等に使用される。なお、下り方面の15両分の位置に発車ベルスイッチが設置されていないため、立ち番が他の箇所のスイッチにて扱うことがある。
  - 当駅止まりかつ折り返し大宮・上野・東京・新宿方面行きの2番線に到着する列車で、後続が高崎方面へ行く列車の場合は、階段またはエスカレーター・エレベーターの移動を伴うため、1つ手前の熊谷駅で乗り換えを促す放送が行なわれる場合がある。
  - 他方で当駅で切り離し後、高崎方面へと向かう列車の一部は切り離し作業中に後続の当駅止まりの列車と接続することがあり、その場合の後続列車は籠原駅で高崎方面に接続する旨の案内がなされる。
- 本庄駅 - 高崎駅間の普通列車は10両以下でしか運転できない。このため、15両編成の列車に関しては深谷駅発着を除く全列車が必ず当駅で高崎方5両の連結・切り離しを行う。当駅 - 高崎駅・新前橋駅・前橋駅間は10両で運転される。
  - 2018年度より、深谷駅（すでに対応済みの3番線を除く）・岡部駅・本庄駅の各駅のプラットホームが15両対応となった。これにより、高崎駅方面での輸送障害時には、15両編成のままで最遠で本庄駅まで輸送できるようになることで、当駅での増解結作業を省略し、大宮駅方面への折り返し運転をスムーズに行うことが可能となった[13]。なお、定期列車で15両のまま深谷駅 - 本庄駅間を運転する列車の設定は現在のところない。
  - 湘南新宿ラインで事故・各種トラブル・大雨・落雷などによる遅れが発生した場合、当駅折り返し列車が手前の熊谷駅などで打ち切られる場合がある。また、高崎駅折返し列車は当駅で運転打ち切りとなり折り返す場合もあり、その場合は別の車両で当駅 - 高崎駅間で臨時の折返し列車を設定することがある。
- 2008年（平成20年）4月1日より、全ホームの発車メロディが熊谷市歌の歌い出しの部分をアレンジしたものに変更された[14]。これは、熊谷市が市歌普及を促すために計画したものである。
- 2010年（平成22年）12月4日改正で特急あかぎ上り1本が当駅で後7両を増結するために停車するようになった。この列車は当駅に停車する唯一の特急列車であったが、2012年（平成24年）3月17日の改正で増結作業が廃止されて当駅通過になったため、わずか1年4か月のみの停車となった。

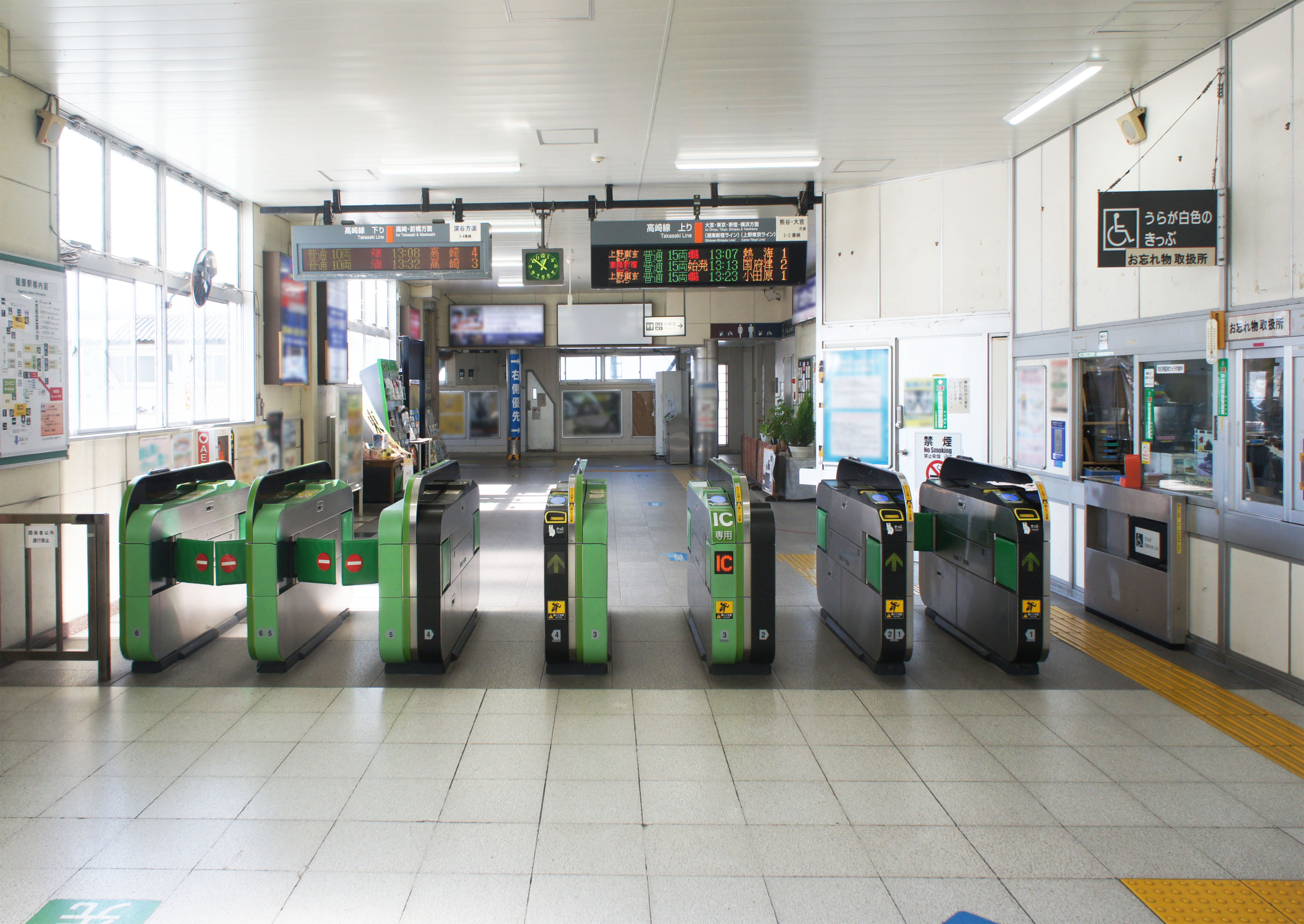
改札口（2021年10月）
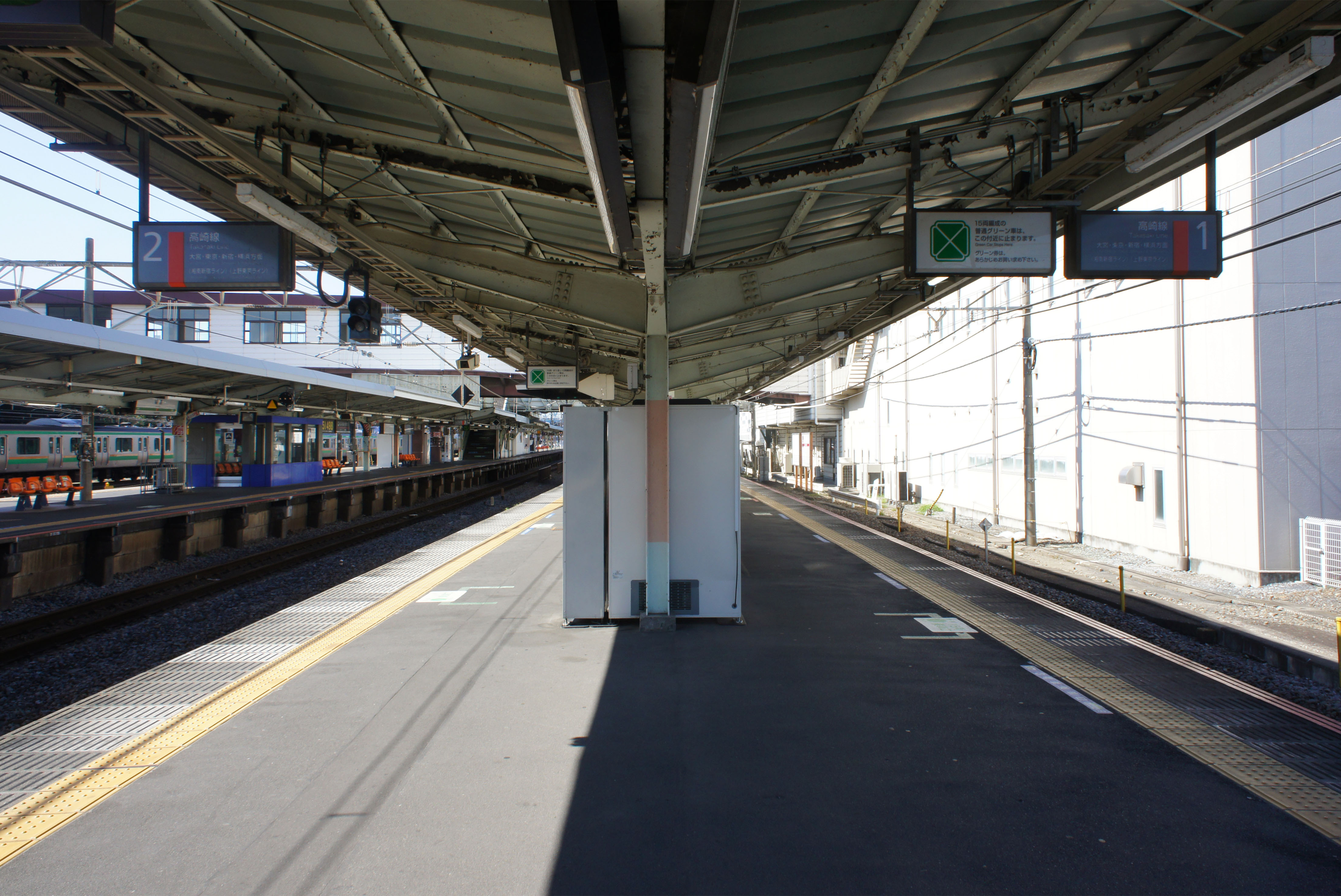
1・2番線ホーム（2021年10月）
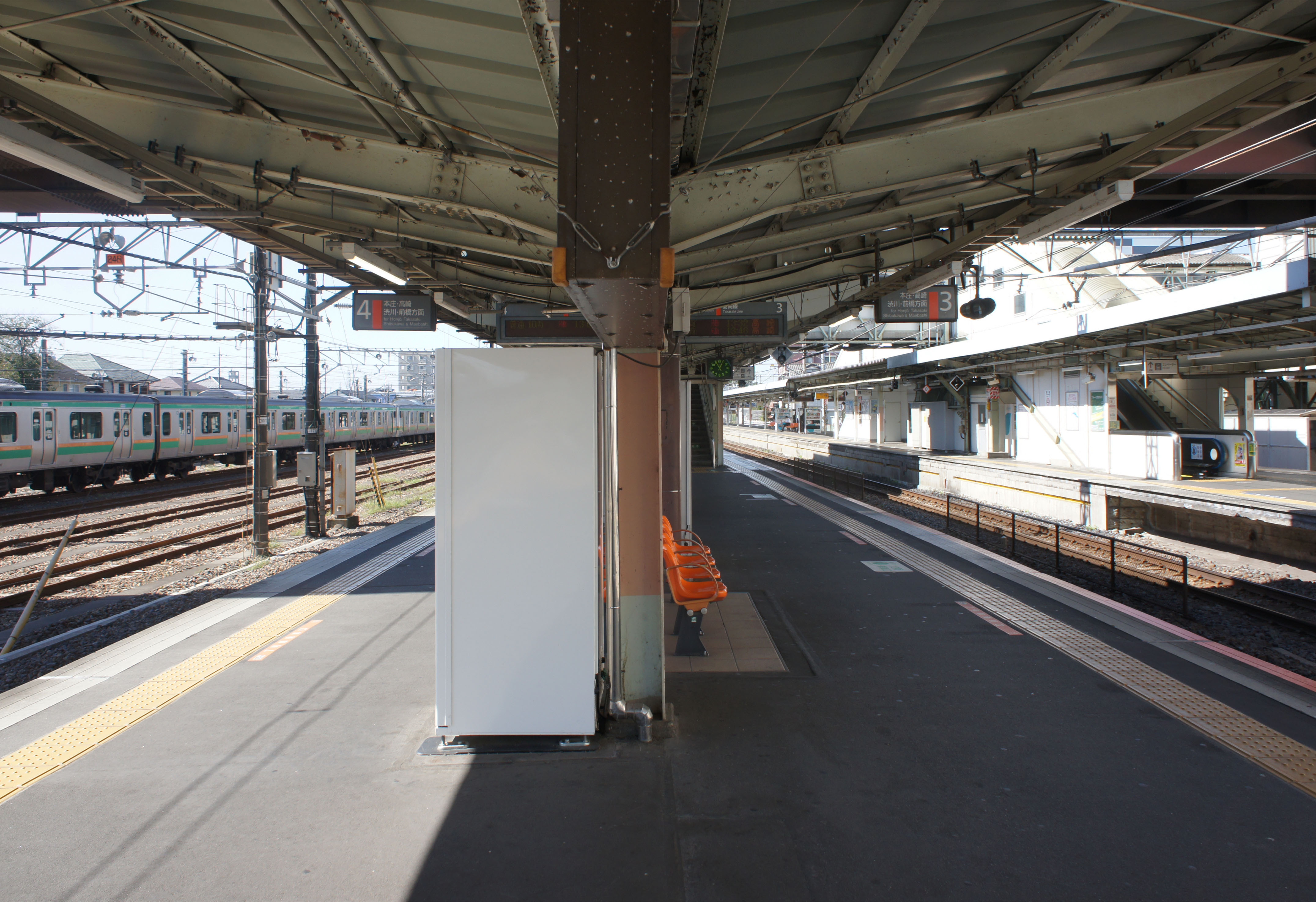
3・4番線ホーム（2021年10月）

## 利用状況
2023年度（令和5年度）の1日平均乗車人員は13,256人である。
1990年度（平成2年度）以降の1日平均乗車人員の推移は以下の通りである。
| 年度               | 1日平均 乗車人員 | 出典     |
| ------------------ | ---------------- | -------- |
| 1990年（平成02年） | 10,777           |          |
| 1991年（平成03年） | 11,450           |          |
| 1992年（平成04年） | 11,816           |          |
| 1993年（平成05年） | 12,140           |          |
| 1994年（平成06年） | 12,392           |          |
| 1995年（平成07年） | 12,621           |          |
| 1996年（平成08年） | 13,122           |          |
| 1997年（平成09年） | 12,934           |          |
| 1998年（平成10年） | 13,072           |          |
| 1999年（平成11年） | 13,397           | [ * 1 ]  |
| 2000年（平成12年） | 13,529           | [ * 2 ]  |
| 2001年（平成13年） | 13,681           | [ * 3 ]  |
| 2002年（平成14年） | 13,709           | [ * 4 ]  |
| 2003年（平成15年） | 13,677           | [ * 5 ]  |
| 2004年（平成16年） | 13,854           | [ * 6 ]  |
| 2005年（平成17年） | 14,182           | [ * 7 ]  |
| 2006年（平成18年） | 14,563           | [ * 8 ]  |
| 2007年（平成19年） | 14,913           | [ * 9 ]  |
| 2008年（平成20年） | 15,000           | [ * 10 ] |
| 2009年（平成21年） | 14,925           | [ * 11 ] |
| 2010年（平成22年） | 14,860           | [ * 12 ] |
| 2011年（平成23年） | 14,862           | [ * 13 ] |
| 2012年（平成24年） | 14,804           | [ * 14 ] |
| 2013年（平成25年） | 15,097           | [ * 15 ] |
| 2014年（平成26年） | 14,716           | [ * 16 ] |
| 2015年（平成27年） | 14,863           | [ * 17 ] |
| 2016年（平成28年） | 14,845           | [ * 18 ] |
| 2017年（平成29年） | 15,054           | [ * 19 ] |
| 2018年（平成30年） | 15,077           | [ * 20 ] |
| 2019年（令和元年） | 14,920           | [ * 21 ] |
| 2020年（令和02年） | 10,590           |          |
| 2021年（令和03年） | 11,173           |          |
| 2022年（令和04年） | 12,395           |          |
| 2023年（令和05年） | 13,256           |          |

## 駅周辺

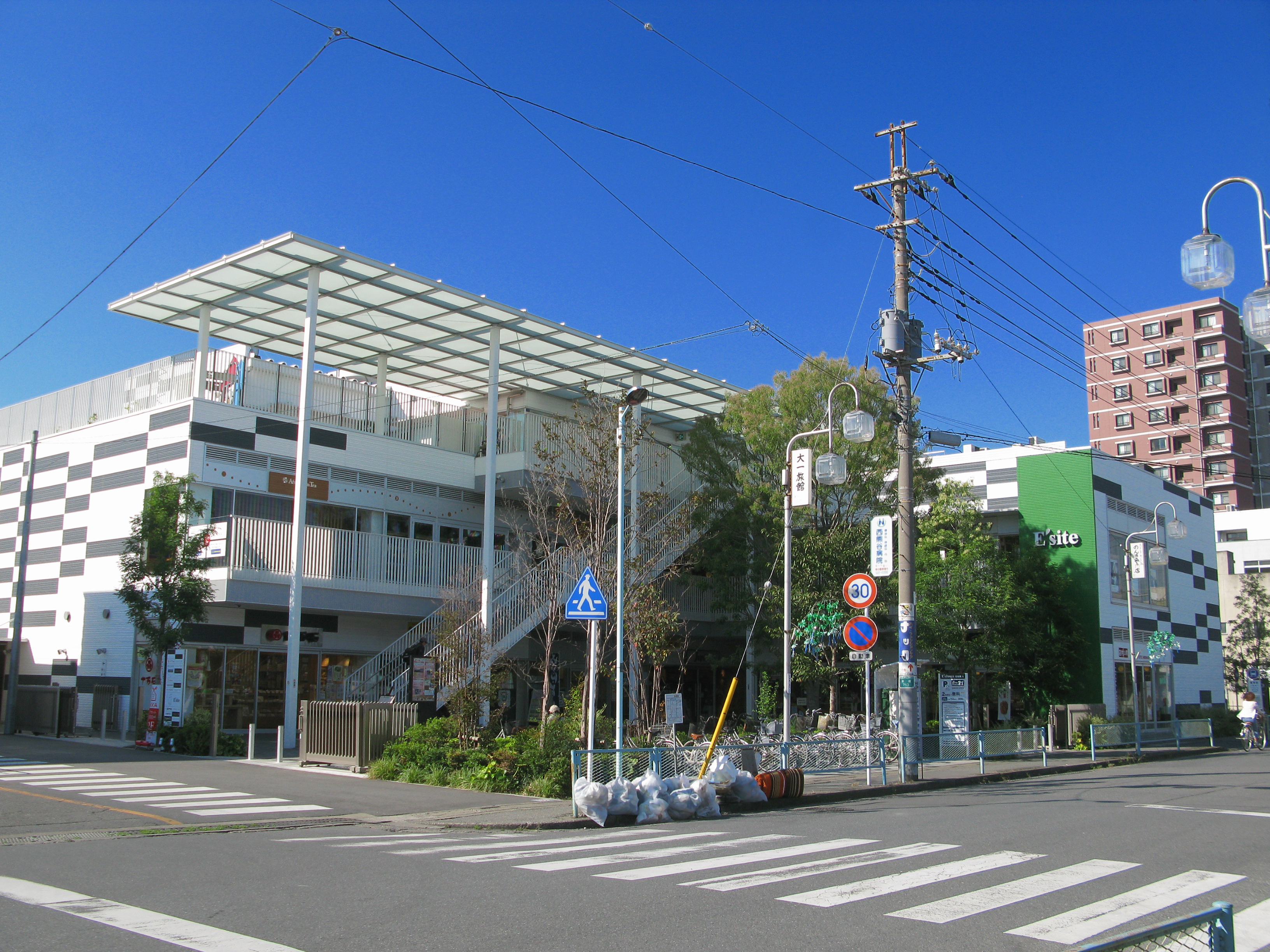
E'site籠原

2011年3月20日、北口に3階建ての駅ビル「E'site籠原」開業。
駅周辺（駅前ロータリー・広場）は、熊谷市の路上喫煙マナー条例（2006年10月1日施行）により、喫煙禁止区域に指定されている。南北各ロータリー内1か所ずつのみ喫煙所が設けられている。
北口駅前広場は狭く、路線バスが広場には入れなかったり、国道17号から通じる通りも昔ながらの狭い道路となっていたが、南口前に引き続いて、土地区画整備事業が進められ、2018年3月頃に新しい広場が暫定解放、2019年3月18日に完成した。
- 航空自衛隊熊谷基地
- 熊谷工業団地
- 埼玉県立熊谷西高等学校
- 国土交通省関東運輸局埼玉運輸支局 熊谷自動車検査登録事務所
- 軽自動車検査協会埼玉事務所熊谷支所
- 熊谷文化創造館 さくらめいと
- 埼玉縣信用金庫籠原支店
- 埼玉りそな銀行籠原支店
- 熊谷市役所籠原駅連絡所
- 日本郵便 籠原駅前郵便局

## バス路線

### 北口
- KM23：熊谷駅行（北口）（国際十王交通）
- 深谷北-籠原北路線（深谷観光バス）
  - FK6：深谷日赤行
  - FK7：深谷駅北口行
- 熊谷市ゆうゆうバス
  - グライダーワゴン：妻沼行政センター行（協同バス）
  - くまぴあ号：熊谷駅東口行（協同バス）

停留所名は国際十王交通が「籠原駅」、深谷観光バスとゆうゆうバスが「籠原駅北口」、全路線ロータリー内でそれぞれ独立した3ヶ所ののりばに発着

### 南口
- 籠原駅-深谷日赤病院線 KN1〜KN3：深谷日赤方面（深谷観光バス）
- SA01：熊谷さくら運動公園行 ※臨時バス[16]（国際十王交通）
- 熊谷市ゆうゆうバス
  - さくら号：熊谷駅南口行（協同バス、国際十王交通）
  - ムサシトミヨ号：熊谷駅南口行（協同バス）
  - ほたる号：江南行政センター行（国際十王交通）
- 空港連絡バス 羽田空港行（国際十王交通、東京空港交通）

停留所名はいずれも「籠原駅南口」、全路線ロータリー内で、深谷観光バスと羽田空港行きは同一ヶ所、それ以外は別々ののりばに発着。

### 備考
群馬県太田市が、同市と籠原駅を結ぶバス路線の新設を計画しているが、時期未定（2019年10月を想定していたが延期となり、その後の進展がない）。

## 隣の駅
東日本旅客鉄道（JR東日本）
■高崎線
■特別快速・■快速（「アーバン」を含む）・■普通
熊谷駅 - （（貨）熊谷貨物ターミナル駅） - 籠原駅 - 深谷駅

### 記事本文
1. 1 2 3  “高崎線篭原駅も 自由通路も一部完成”. 交通新聞 (交通協力会):  p. 1. (1987年3月10日)
2. 1 2 3 4 5  『週刊 JR全駅・全車両基地』 12号 大宮駅・野辺山駅・川原湯温泉駅ほか、朝日新聞出版〈週刊朝日百科〉、2012年10月28日、20頁。
3. 1 2 3 4 5  石野哲 編『停車場変遷大事典 国鉄・JR編 Ⅱ』（初版）JTB、1998年10月1日、448頁。ISBN 978-4-533-02980-6。
4. 1 2  “駅の情報（籠原駅）：JR東日本”.   東日本旅客鉄道. 2023年2月27日時点のオリジナルよりアーカイブ。2023年2月27日閲覧。
5. 1 2 3  “JR東日本路線図（関東・甲信越エリア）” (PDF).   東日本旅客鉄道. 2023年1月25日時点のオリジナルよりアーカイブ。2023年1月25日閲覧。
6. ↑  「籠原駅 改良工事が完成」『交通新聞』交通協力会、1968年9月18日、1面。
7. ↑  『高鉄局、管内７駅にみどりの窓口新設』昭和61年12月24日日本経済新聞地方経済面北関東
8. ↑  「JR年表」『JR気動車客車編成表 '96年版』ジェー・アール・アール、1996年7月1日、183頁。ISBN 4-88283-117-1。
9. 1 2  “一部時間帯のインターホン対応についてのお知らせ” (PDF).   東日本旅客鉄道高崎支社. 2020年4月30日時点のオリジナルよりアーカイブ。2020年4月30日閲覧。
10. ↑  “JR高崎線の火災事故は､なぜ長期化したのか”.  東洋経済新報社. 2017年1月20日閲覧。
11. ↑  “JR籠原駅の北口駅前広場3.5倍に 19日に完成式典 籠原夏祭りも配慮 市営駐車場も4月オープン予定”. 埼玉新聞. (2019年3月7日).  オリジナルの2021年3月27日時点におけるアーカイブ。 2021年3月27日閲覧。
12. ↑  “駅の情報（籠原駅）：JR東日本”.   東日本旅客鉄道. 2023年1月5日時点のオリジナルよりアーカイブ。2023年1月5日閲覧。
13. ↑  会社発足30周年を迎えるにあたって別紙2（東日本旅客鉄道プレスリリース2017年3月7日、同日閲覧）
14. ↑  JR熊谷駅・籠原駅の発車メロディーが市歌になります 埼玉県熊谷市役所お知らせ
15. ↑  JR東日本高崎支社 | 高崎支社からのお知らせ「【プレス発表】2011年3月20日（日）籠原駅北口に「Ｅ'site籠原」が誕生します」（2010年2月21日）
16. ↑  籠原駅南口～熊谷さくら運動公園 路線バス運行開始のお知らせ｜お知らせ｜国際十王交通
17. ↑  バス路線を再編　太田市が８年計画　ＪＲ籠原駅と接続 ：上毛新聞ニュース（2017年8月11日、同日閲覧）[リンク切れ]
18. ↑  太田市地域公共交通網形成計画

#### 広報資料・プレスリリースなど一次資料
1. ↑  “Suicaご利用可能エリアマップ（2001年11月18日当初）” (PDF).   東日本旅客鉄道. 2019年7月27日時点のオリジナルよりアーカイブ。2020年4月30日閲覧。

### 利用状況
1. ↑  埼玉県統計年鑑 - 埼玉県
2. ↑  熊谷市統計書 - 熊谷市

JR東日本の2000年度以降の乗車人員
1. 1 2  各駅の乗車人員（2023年度） - JR東日本
2. ↑  各駅の乗車人員（2000年度） - JR東日本
3. ↑  各駅の乗車人員（2001年度） - JR東日本
4. ↑  各駅の乗車人員（2002年度） - JR東日本
5. ↑  各駅の乗車人員（2003年度） - JR東日本
6. ↑  各駅の乗車人員（2004年度） - JR東日本
7. ↑  各駅の乗車人員（2005年度） - JR東日本
8. ↑  各駅の乗車人員（2006年度） - JR東日本
9. ↑  各駅の乗車人員（2007年度） - JR東日本
10. ↑  各駅の乗車人員（2008年度） - JR東日本
11. ↑  各駅の乗車人員（2009年度） - JR東日本
12. ↑  各駅の乗車人員（2010年度） - JR東日本
13. ↑  各駅の乗車人員（2011年度） - JR東日本
14. ↑  各駅の乗車人員（2012年度） - JR東日本
15. ↑  各駅の乗車人員（2013年度） - JR東日本
16. ↑  各駅の乗車人員（2014年度） - JR東日本
17. ↑  各駅の乗車人員（2015年度） - JR東日本
18. ↑  各駅の乗車人員（2016年度） - JR東日本
19. ↑  各駅の乗車人員（2017年度） - JR東日本
20. ↑  各駅の乗車人員（2018年度） - JR東日本
21. ↑  各駅の乗車人員（2019年度） - JR東日本
22. ↑  各駅の乗車人員（2020年度） - JR東日本
23. ↑  各駅の乗車人員（2021年度） - JR東日本
24. ↑  各駅の乗車人員（2022年度） - JR東日本

埼玉県統計年鑑
1. ↑  埼玉県統計年鑑（平成12年）
2. ↑  埼玉県統計年鑑（平成13年）
3. ↑  埼玉県統計年鑑（平成14年）
4. ↑  埼玉県統計年鑑（平成15年）
5. ↑  埼玉県統計年鑑（平成16年）
6. ↑  埼玉県統計年鑑（平成17年）
7. ↑  埼玉県統計年鑑（平成18年）
8. ↑  埼玉県統計年鑑（平成19年）
9. ↑  埼玉県統計年鑑（平成20年）
10. ↑  埼玉県統計年鑑（平成21年）
11. ↑  埼玉県統計年鑑（平成22年）
12. ↑  埼玉県統計年鑑（平成23年）
13. ↑  埼玉県統計年鑑（平成24年）
14. ↑  埼玉県統計年鑑（平成25年）
15. ↑  埼玉県統計年鑑（平成26年）
16. ↑  埼玉県統計年鑑（平成27年）
17. ↑  埼玉県統計年鑑（平成28年）
18. ↑  埼玉県統計年鑑（平成29年）
19. ↑  埼玉県統計年鑑（平成30年）
20. ↑  埼玉県統計年鑑（令和元年）
21. ↑  埼玉県統計年鑑（令和2年）